# Luigi del Portogallo
Luigi I di Braganza, in portoghese Luís I (Lisbona, 31 ottobre 1838 – Cascais, 19 ottobre 1889), fu il 32º re del Portogallo e delle Algarve dal 1861 al 1889.
Per le sue inclinazioni personali e per la mitezza del carattere, venne soprannominato dai contemporanei "il Buono".

## Biografia

### Infanzia ed educazione

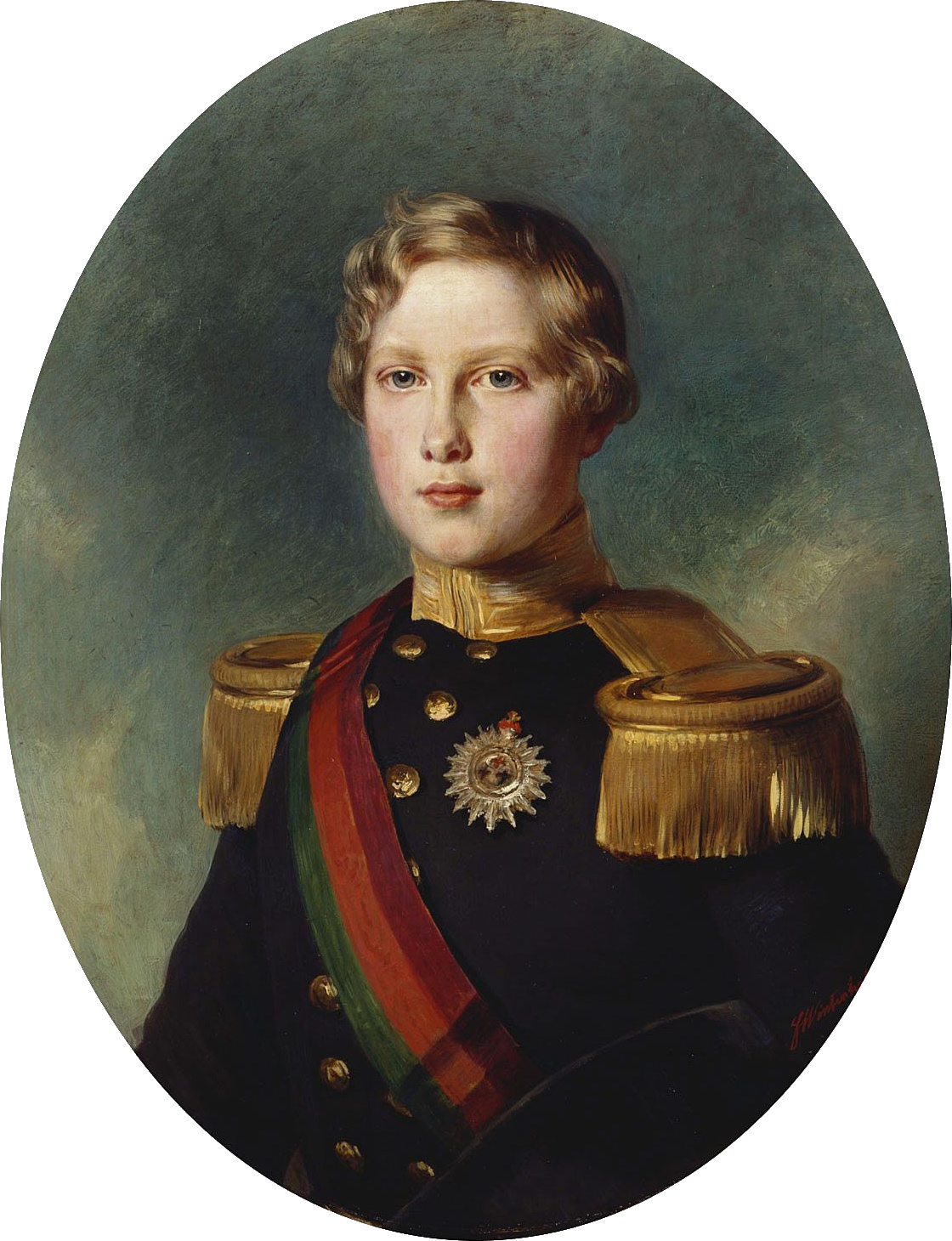
Luigi di Braganza, duca di Oporto, in un ritratto di Franz Xaver Winterhalter del 1854.

Luigi di Sassonia-Coburgo-Gotha Braganza nacque a Lisbona, figlio della regina Maria II di Portogallo e del suo secondo marito, il principe consorte Ferdinando di Sassonia-Coburgo-Gotha-Kohary, venendo nominato ancora in tenera età Duca di Porto e Viseu.
Anche se il suo status di secondogenito non prevedeva la sua ascesa al trono portoghese, la sua educazione fu attenta e condivisa in larga misura con il fratello maggiore, il principe Pietro: fu a capo del consigliere Carl Andreas Dietz, che era stato precettore di suo padre, fino all'aprile 1847, quando Dietz fu costretto a lasciare il Portogallo con l'accusa di ingerenza nella politica nazionale legata alla sua appartenenza religiosa protestante e venne sostituito dal visconte di Carreira, assistente di Manuel Moreira Coelho.

### Carriera
Come secondogenito Luigi intraprese la carriera navale, il 28 ottobre 1846, a soli otto anni. Ebbe il suo primo comando navale nel settembre 1857, sul brigantino Pedro Nunes, con il quale fece una crociera al largo delle coste del Portogallo e un viaggio a Gibilterra. Fu nominato, dal fratello Pietro V, comandante della corvetta Bartolomeu Dias, il 21 giugno 1858. Al comando della Bartolomeu Dias compì nove missioni tra il 1858 e il 1860: guidò la spedizione negli arcipelaghi di Madeira e le Azzorre; fu responsabile del viaggio del principe Giorgio di Sassonia a Lisbona, dove sposò l'Infanta Maria Anna, sua sorella; nel 1860 si recò in Angola; si recò nuovamente a Madera per ordine dell'imperatrice Elisabetta d'Austria; portò il principe Leopoldo di Hohenzollern-Sigmaringen da Southampton, per il suo matrimonio con l'infanta Antonia, e poi portò gli sposi ad Anversa.

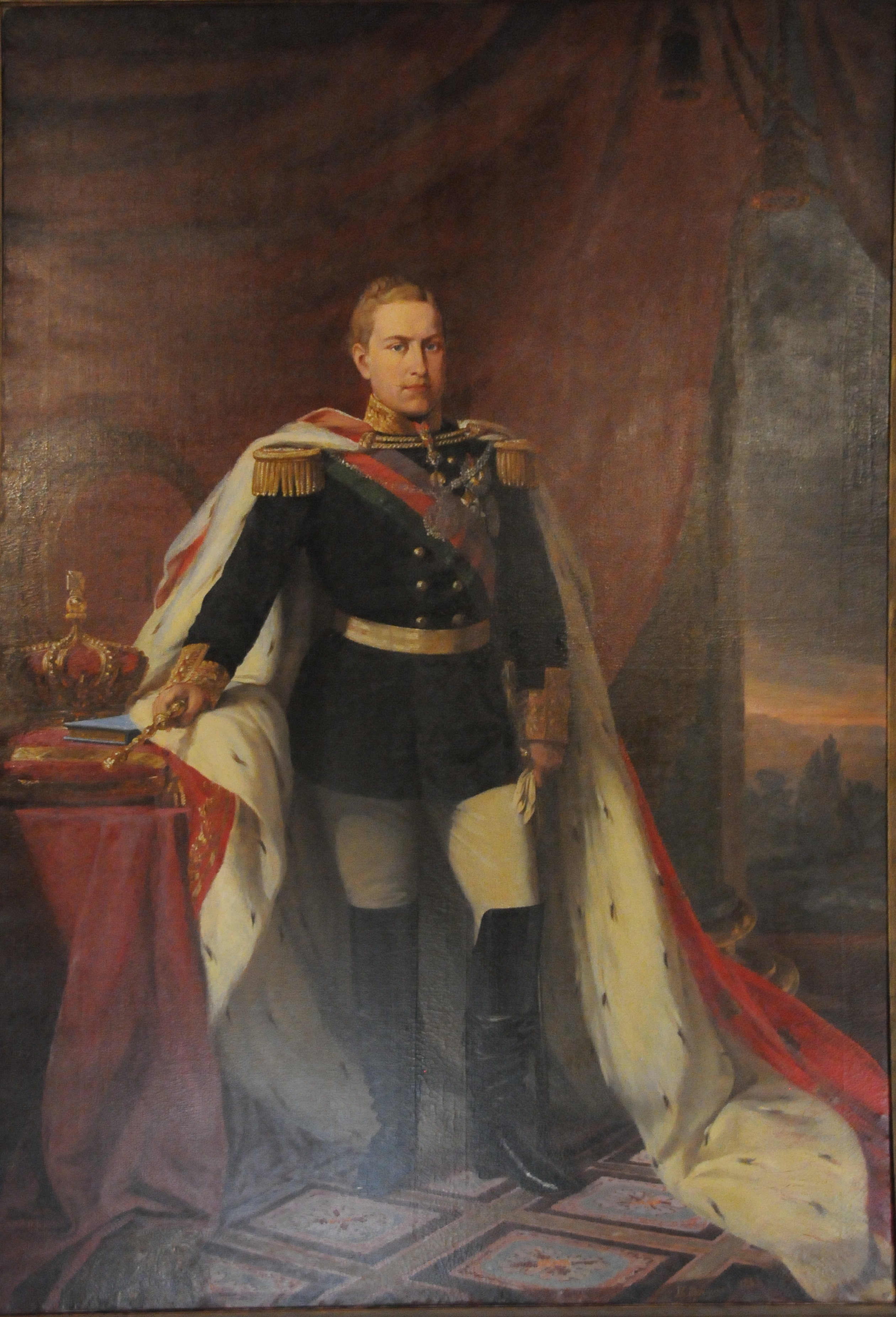
Luigi I del Portogallo alla sua incoronazione nel 1861

## Re del Portogallo
Fin da giovane il duca Luigi si dimostrò molto acculturato e molto appassionato di poesia, distinguendosi soprattutto come scrittore dialettale, ma aveva poca abilità nelle questioni politiche. Molte erano le sue qualità artistiche essendo egli talentuoso pittore nonché compositore e musicista, suonando il violoncello e il pianoforte. Poliglotta, parlava correttamente quattro lingue europee e si occupò personalmente di tradurre le opere di William Shakespeare in portoghese.
Luigi ereditò la corona nel novembre 1861, succedendo al fratello Pietro V poiché non lasciò discendenti, e fu acclamato re il 22 dicembre dello stesso anno. Nel 1869 non volle essere sovrano di Spagna e tenne a dirlo molto chiaramente sia al Consiglio dei ministri, presieduto dal duca di Loulé, che al popolo portoghese. Due giorni dopo la pubblicazione della sua lettera patriottica sulla Gazzetta del Governo fu la volta della sua pubblicazione sul Diário de Notícias, servendo così alla Casa Reale per smentire la voce di un'abdicazione: "Sono nato portoghese, voglio morire portoghese", proclamò Luigi, nella prima pagina del DN, il 28 settembre 1869. Se Luigi avesse accettato la corona spagnola avrebbe dovuto abdicare in favore di suo figlio che aveva solo sei anni, con Fernando II come reggente, aprendo la possibilità a medio termine di un’Unione iberica. Dopo il rifiuto di Luigi il trono di Spagna passò ad Amedeo di Savoia.
Durante il suo regno e in seguito alla creazione dell'imposta generale sui consumi, mal accolta dall'opinione pubblica, scoppiò la rivolta chiamata Janeirinha. Sempre il 19 maggio 1870 ci fu una rivolta militare, promossa dal maresciallo Duque da Saldanha e che chiese le dimissioni del governo. Il monarca rispose alla rivolta del 19 maggio e del 29 agosto destituendo il ministero di Saldanha e chiamando al potere Sá da Bandeira.
Nel settembre 1871 Fontes Pereira de Melo salì al potere, organizzando un governo rigeneratore, che rimase fino al 1877. Seguì il duca d'Ávila, che non poté resistere a lungo a causa della mancanza di maggioranza. Così, dopo il conflitto parlamentare scoppiato nel 1878, Fontes fu nuovamente chiamato a formare un governo. Di conseguenza i progressisti attaccarono il re, accusandolo di sponsorizzare scandalosamente i Rigeneratori. Questo episodio costituisce un incentivo per lo sviluppo del repubblicanesimo. Nel 1879 Luigi invitò i progressisti a formare un governo.
Dal temperamento calmo e conciliante, fu un monarca costituzionale modello, scrupoloso rispettoso delle libertà pubbliche. Del suo regno si ricordano in particolare l'inizio dei lavori dei porti di Lisbona e Leixões, l'ampliamento della rete stradale e ferroviaria, la costruzione del Palácio de Cristal, a Porto, l'abolizione della pena di morte per i civili, l'abolizione della schiavitù nel Regno del Portogallo e la pubblicazione del primo Codice Civile.
Nel 1884 si tenne la Conferenza di Berlino, da cui nacque la cosiddetta Mappa rosa, che definiva la divisione dell'Africa tra le grandi potenze coloniali: impero tedesco, Belgio, Italia, Francia, Inghilterra e regno del Portogallo.
Fertile negli avvenimenti, fu durante il suo regno che vennero fondati alcuni partiti politici portoghesi: il Partito Riformista (1865), che salì al potere nel 1868, il Partito Socialista Portoghese (1875), sotto il nome di Partido Operário Socialista e il Partito Progressista (1876), che salì al potere nel 1879. Luigi I era principalmente un uomo di scienza, con una passione per l'oceanografia. Ha investito gran parte della sua fortuna nel finanziamento di progetti scientifici e di navi da ricerca oceanografica. Era anche un appassionato di fotografia.
Egli fu anche responsabile dell'istituzione di uno dei primi acquari del mondo, l'Aquário Vasco da Gama a Lisbona, ancora oggi aperto al pubblico e che ha tra i propri pezzi forti una seppia di dieci metri. Egli trasmise questa passione anche ai suoi figli, che continuarono la sua opera.
Sotto l'aspetto degli affari coloniali, la Baia di Delagoa venne confermata possedimento portoghese nel 1875, mentre in Africa il tutto andò peggiorando a causa dell'espansionismo belga e inglese nelle aree di Angola e Mozambico.
A Luigi I è dedicato il Ponte Dom Luís I a Porto, che varca il fiume Duero.

## Matrimonio

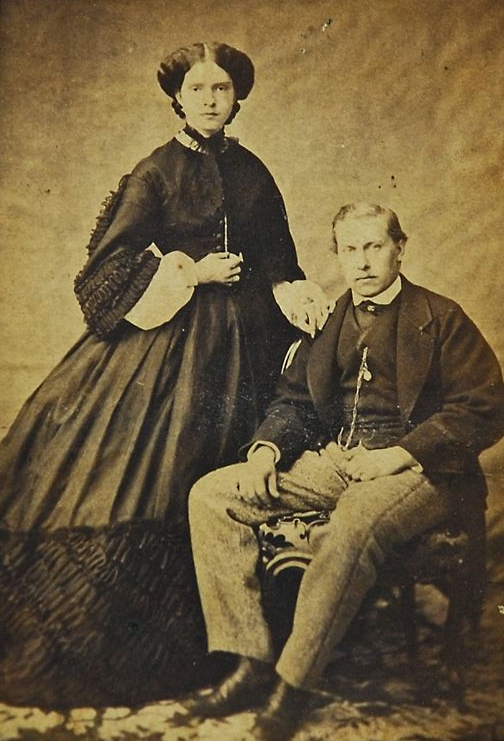
Maria Pia e Luigi del Portogallo nel 1862 circa

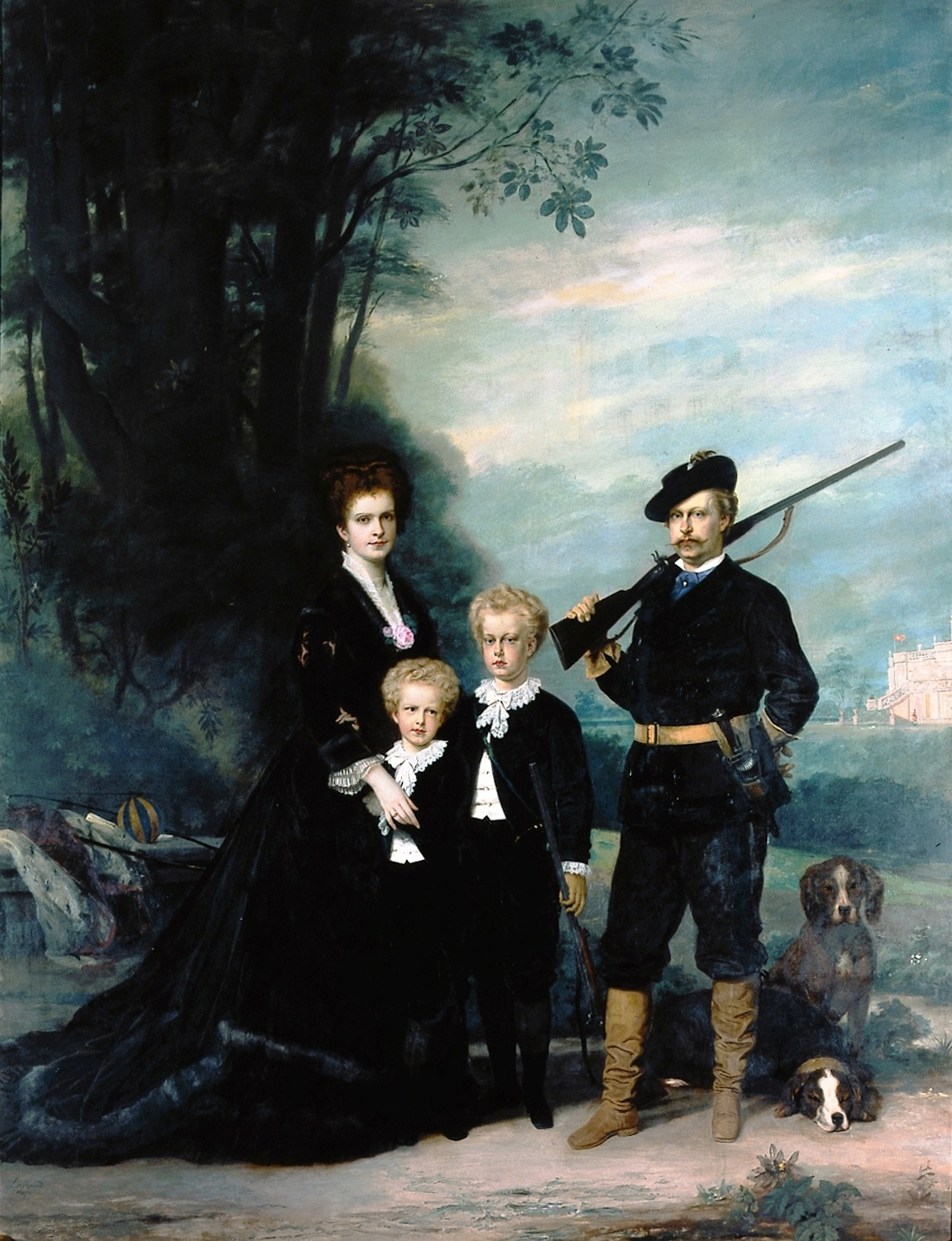
La famiglia reale di Luigi I del Portogallo a caccia in un ritratto del 1872

Nel giugno 1862 Luigi chiese la mano dell'arciduchessa Maria Teresa d'Austria (1845-1927), figlia dell'arciduca Alberto, duca di Teschen e della principessa Ildegarda di Baviera, in una lettera inviata a suo padre. Era urgente per lui sposarsi poiché suo fratello maggiore era morto nel novembre 1861 senza figli e due dei suoi fratelli minori, Giovanni e Ferdinando, lo seguirono poco dopo, lasciando la dinastia Braganza quasi senza eredi. Luigi aveva già selezionato diverse spose tra cui la principessa Maria di Hohenzollern-Sigmaringen, sorella della defunta cognata Stefania, la duchessa Sofia Carlotta di Baviera, la principessa Maria Pia di Savoia e prese in considerazione anche alcune arciduchesse austriache, tra cui Maria Teresa, ma non sapeva quale scegliere. Così inviò lettere alla cugina, la regina Vittoria, e al prozio, il re Leopoldo I del Belgio, per chiedere il loro consiglio. Entrambi concordarono che la scelta migliore fosse Maria Teresa. Così, Luigi scrisse al padre di quest'ultima, l'arciduca Alberto, il quale però non diede il proprio consenso, ritenendo che la figlia fosse troppo giovane in quel momento (mancava un mese al compimento di diciassette anni) e avesse ancora bisogno di finire gli studi. Due settimane dopo Luigi chiese la mano della principessa Maria Pia di Savoia e questa volta la richiesta fu accettata, anche se Maria Pia era ancora più giovane di Maria Teresa.
Sposò, il 6 ottobre 1862, Maria Pia di Savoia (16 ottobre 1847 - 5 luglio 1911), figlia del re Vittorio Emanuele II di Savoia e di Maria Adelaide d'Asburgo-Lorena. All'inizio la coppia era molto innamorata, ma le innumerevoli amanti di Luigi portarono Maria Pia alla depressione.
Luigi del Portogallo e Maria Pia di Savoia ebbero i seguenti figli:
- Carlo I del Portogallo (28 settembre 1863-1 febbraio 1908)
- Alfonso di Braganza, duca di Porto (31 luglio 1865-21 febbraio 1920)
- un figlio (nato e morto nel 1866)
- un figlio (nato e morto nel 1869)

Il re ebbe anche un figlio illegittimo:
- Carlo Augusto (n. 1874, Lisbona)

## Morte
Morì di neurosifilide nella sua residenza estiva nella cittadella di Cascais, il 19 ottobre 1889. Gli successe il figlio Carlo con il nome di Carlo I del Portogallo. La sua tomba si trova nel Pantheon dei Braganza, nel monastero di São Vicente de Fora a Lisbona.

## Ascendenza
|                                       |                            |                                         | Genitori                               |  |  | Nonni |  |  | Bisnonni                                        |  |  | Trisnonni                                     |  |
|                                       |                            |                                         |                                        |  |  |       |  |  | Francesco Federico di Sassonia-Coburgo-Saalfeld |  |  | Ernesto Federico di Sassonia-Coburgo-Saalfeld |  |
|                                       |                            |                                         |                                        |  |  |       |  |  | Francesco Federico di Sassonia-Coburgo-Saalfeld |  |  | Ernesto Federico di Sassonia-Coburgo-Saalfeld |  |
|                                       |                            | Sofia Antonia di Brunswick-Wolfenbüttel |                                        |  |  |       |  |  | Francesco Federico di Sassonia-Coburgo-Saalfeld |  |  |                                               |  |
| Ferdinando di Sassonia-Coburgo-Kohary |                            |                                         |                                        |  |  |       |  |  | Francesco Federico di Sassonia-Coburgo-Saalfeld |  |  |                                               |  |
|                                       |                            | Augusta di Reuss-Ebersdorf              | Enrico XXIV di Reuss-Ebersdorf         |  |  |       |  |  |                                                 |  |  |                                               |  |
|                                       |                            | Augusta di Reuss-Ebersdorf              | Enrico XXIV di Reuss-Ebersdorf         |  |  |       |  |  |                                                 |  |  |                                               |  |
|                                       |                            | Augusta di Reuss-Ebersdorf              | Carolina Ernestina de Erbach-Schönberg |  |  |       |  |  |                                                 |  |  |                                               |  |
| Ferdinando II del Portogallo          |                            | Augusta di Reuss-Ebersdorf              |                                        |  |  |       |  |  |                                                 |  |  |                                               |  |
|                                       |                            | Francesco Giuseppe di Koháry            | Ignaz II József Csabragi di Koháry     |  |  |       |  |  |                                                 |  |  |                                               |  |
|                                       |                            | Francesco Giuseppe di Koháry            | Ignaz II József Csabragi di Koháry     |  |  |       |  |  |                                                 |  |  |                                               |  |
|                                       |                            | Francesco Giuseppe di Koháry            | Maria Gabriella Cavriani               |  |  |       |  |  |                                                 |  |  |                                               |  |
| Maria Antonia di Koháry               |                            | Francesco Giuseppe di Koháry            |                                        |  |  |       |  |  |                                                 |  |  |                                               |  |
|                                       |                            | Maria Antonia di Waldstein              | Giorgio Cristiano di Waldstein         |  |  |       |  |  |                                                 |  |  |                                               |  |
|                                       |                            | Maria Antonia di Waldstein              | Giorgio Cristiano di Waldstein         |  |  |       |  |  |                                                 |  |  |                                               |  |
|                                       |                            | Maria Antonia di Waldstein              | Maria Isabella di Ulfeldt              |  |  |       |  |  |                                                 |  |  |                                               |  |
| Luigi I del Portogallo                |                            | Maria Antonia di Waldstein              |                                        |  |  |       |  |  |                                                 |  |  |                                               |  |
|                                       | Giovanni VI del Portogallo | Pietro III del Portogallo               |                                        |  |  |       |  |  |                                                 |  |  |                                               |  |
|                                       | Giovanni VI del Portogallo | Pietro III del Portogallo               |                                        |  |  |       |  |  |                                                 |  |  |                                               |  |
|                                       | Giovanni VI del Portogallo | Maria I del Portogallo                  |                                        |  |  |       |  |  |                                                 |  |  |                                               |  |
| Pietro I del Brasile                  | Giovanni VI del Portogallo |                                         |                                        |  |  |       |  |  |                                                 |  |  |                                               |  |
|                                       |                            | Carlotta Gioacchina di Borbone-Spagna   | Carlo IV di Spagna                     |  |  |       |  |  |                                                 |  |  |                                               |  |
|                                       |                            | Carlotta Gioacchina di Borbone-Spagna   | Carlo IV di Spagna                     |  |  |       |  |  |                                                 |  |  |                                               |  |
|                                       |                            | Carlotta Gioacchina di Borbone-Spagna   | Maria Luisa di Borbone-Parma           |  |  |       |  |  |                                                 |  |  |                                               |  |
| Maria II del Portogallo               |                            | Carlotta Gioacchina di Borbone-Spagna   |                                        |  |  |       |  |  |                                                 |  |  |                                               |  |
|                                       |                            | Francesco II d'Asburgo-Lorena           | Leopoldo II d'Asburgo-Lorena           |  |  |       |  |  |                                                 |  |  |                                               |  |
|                                       |                            | Francesco II d'Asburgo-Lorena           | Leopoldo II d'Asburgo-Lorena           |  |  |       |  |  |                                                 |  |  |                                               |  |
|                                       |                            | Francesco II d'Asburgo-Lorena           | Maria Luisa di Borbone-Spagna          |  |  |       |  |  |                                                 |  |  |                                               |  |
| Maria Leopoldina d'Asburgo-Lorena     |                            | Francesco II d'Asburgo-Lorena           |                                        |  |  |       |  |  |                                                 |  |  |                                               |  |
|                                       |                            | Maria Teresa di Borbone-Due Sicilie     | Ferdinando I delle Due Sicilie         |  |  |       |  |  |                                                 |  |  |                                               |  |
|                                       |                            | Maria Teresa di Borbone-Due Sicilie     | Ferdinando I delle Due Sicilie         |  |  |       |  |  |                                                 |  |  |                                               |  |
|                                       |                            | Maria Teresa di Borbone-Due Sicilie     | Maria Carolina d'Asburgo-Lorena        |  |  |       |  |  |                                                 |  |  |                                               |  |
|                                       |                            | Maria Teresa di Borbone-Due Sicilie     |                                        |  |  |       |  |  |                                                 |  |  |                                               |  |